# Ontario Teachers' Pension Plan
Ontario Teachers' Pension Plan Board (Ontario Teachers; franska: Régime de Retraite des enseignantes et des enseignants de l'Ontario eller RREO) är en oberoende organisation som ansvarar för att administrera förmånsbestämda pensioner för skollärare i kanadensiska provinsen Ontario. Ontario Teachers investerar också organisationens pensionsfond och är en av världens största institutionella investerare. Organisationen är en pensionsplan med flera arbetsgivare, gemensamt sponsrad av Ontarios regering och Ontario Teachers Federation.
OTPP ägde till större delar sportförvaltningsbolaget Maple Leaf Sports & Entertainment (MLSE), som i sin tur äger bland annat Toronto Maple Leafs (NHL) och Toronto Raptors (NBA), mellan 1994 och 2011. 1994 köpte de 49% av MLSE för 44 miljoner kanadensiska dollar och 2011 sålde de sin aktieägarandel, som hade växt till omkring 79,5%, till de kanadensiska telekommunikationsjättarna BCE och Rogers Communications samt MLSE:s styrelseordförande Larry Tanenbaums Kilmer Group för 1,32 miljarder kanadensiska dollar.